# دعم الوقود الأحفوري

دعم الوقود الأحفوري للفرد الواحد في عام 2019. يقاس دعم الوقود الأحفوري قبل الضرائب للفرد الواحد بالدولار الأمريكي الثابت.

دعم الوقود الأحفوري كنسبة من الناتج المحلي الإجمالي، 2019. تقدّم إعانات الوقود الأحفوري قبل الضرائب كحصة من إجمالي الناتج المحلي الإجمالي.

دعم الوقود الأحفوري (بالإنجليزية: Fossil fuel subsidies)‏ هو دعم للطاقة على الوقود الأحفوري. قد تكون إعفاءات ضريبية [الإنجليزية] على الاستهلاك، مثل ضريبة مبيعات أقل على الغاز الطبيعي للتدفئة السكنية؛ أو دعم الإنتاج، مثل الإعفاءات الضريبية على التنقيب عن النفط. أو قد تكون عوامل خارجية سلبية مجانية أو رخيصة؛ مثل تلوث الهواء أو تغير المناخ بسبب احتراق البنزين والديزل ووقود الطائرات. ويدعم جزء من الوقود الأحفوري من توليد الكهرباء، مثل دعم محطات الطاقة التي تعمل بالفحم .
سيؤدي إلغاء دعم الوقود الأحفوري إلى تقليل المخاطر الصحية لتلوث الهواء، وسيقلل بشكل كبير من انبعاثات الكربون العالمية وبالتالي المساعدة في الحد من تغير المناخ. وحتى عام 2021، يقدر باحثو السياسات أن الأموال التي تنفق على دعم الوقود الأحفوري أكبر بكثير من الأموال التي تنفق على الدعم الزراعي الضار بالبيئة أو دعم المياه الضار بالبيئة.
تقول الوكالة الدولية للطاقة "إن ارتفاع أسعار الوقود الأحفوري يضر بالفقراء بشكل أكبر، ولكن الدعم الحكومي للوقود الأحفوري نادراً ما يستهدف الفئات الضعيفة لحماية الأشخاص الأكثر ضعفًا ويميل إلى الاستفادة من فئات السكان ذوي الدخل الأعلى".
على الرغم من التزام دول مجموعة العشرين بالتخلص التدريجي من دعم الوقود الأحفوري غير الفعال، فإن هذا الدعم ما زال مستمراً في عام 2023 بسبب طلب الناخبين أو لضمان أمن الطاقة. وقُدرت الإعانات العالمية لاستهلاك الوقود الأحفوري في عام 2022 بحوالي تريليون دولار ؛ على الرغم من أنها تختلف كل عام اعتمادًا على أسعار النفط، إلا أنها تبلغ دائمًا مئات المليارات من الدولارات.

## التعريف
وُصف دعم الوقود الأحفوري بأنه "أي إجراء حكومي يقلل من تكلفة إنتاج طاقة الوقود الأحفوري، أو يرفع السعر الذي يتقاضاه منتجو الطاقة، أو يخفض السعر الذي يدفعه مستهلكو الطاقة". ويؤدي تضمين العوامل الخارجية السلبية مثل التكاليف الصحية إلى إجمالي أكبر بكثير. وبالتالي، حسب تعريف صندوق النقد الدولي، فهي أكبر بكثير من تعريفات منظمة التعاون الاقتصادي والتنمية، ووكالة الطاقة الدولية.
يمكن أن تؤخذ الإعانات للكهرباء والتدفئة في الاعتبار، اعتمادًا على الحصة التي ينتجها الوقود الأحفوري. في بعض الأحيان تكون هناك خلافات حول التعريف الذي يجب استخدامه: على سبيل المثال، قالت حكومة المملكة المتحدة في عام 2021 إنها تستخدم تعريف وكالة الطاقة الدولية ولا تدعم الوقود الأحفوري، لكن آخرين قالوا في نفس العام أنه وفقًا لتعريف منظمة التعاون الاقتصادي والتنمية.

## القياس
يمكن تقدير الإعانات من خلال إضافة الدعم المباشر من الحكومة، ومقارنة الأسعار في بلد ما بأسعار السوق العالمية، وفي بعض الأحيان محاولة تضمين تكلفة الأضرار التي تلحق بصحة الإنسان والمناخ. في عام 2020، ذكرت صحيفة الغارديان أن "الحكومات [كانت] تنفق بشكل كبير على دعم الوقود الأحفوري أكثر من إنفاقها على الطاقة منخفضة الكربون في حزم الإنقاذ الناجمة عن أزمة فيروس كورونا ... على الرغم من التصريحات الصادرة عن العديد من البلدان لدعم التعافي الأخضر". في عام 2021، نشرت صحيفة صحيفة الغارديان تقريرًا عن دراسة أجراها صندوق النقد الدولي توضح بالتفصيل كيف أن "صناعة الوقود الأحفوري تحصل على إعانات قدرها 11 مليون دولار في الدقيقة ... [و] ... ترليونات الدولارات سنويًا" تضيف الوقود إلى نار "أزمة المناخ.. . قال محللو صندوق النقد الدولي إن تحديد أسعار الوقود الأحفوري التي تعكس تكلفتها الحقيقية من شأنه أن يخفض انبعاثات ثاني أكسيد الكربون العالمية بأكثر من الثلث".

## التأثيرات
يقلل دعم الاستهلاك من سعر الطاقة للمستهلكين النهائيين، على سبيل المثال تكلفة البنزين لسائقي السيارات في إيران. يمكن أن يفوز هذا بالأصوات في الانتخابات، ويقول بعض المسؤولين الحكوميين إنه يساعد المواطنين الفقراء.
هناك إجماع بين الاقتصاديين على أن الأغنياء يحصلون على أقصى فائدة من دعم الوقود الأحفوري، على سبيل المثال، لا يمتلك أفقر الناس سيارات في العادة. لكن إلغاء الدعم قد يلحق الضرر بالفقراء من خلال الزيادات غير المباشرة في الأسعار مثل أسعار المواد الغذائية، وبالتالي يحصلون على فائدة كبيرة مقارنة بإجمالي دخلهم. ويقول المنتجون، مثل شركات النفط، إن زيادة الضرائب عليهم سيؤدي إلى البطالة وتقليل أمن الطاقة الوطني.

### الآثار الصحية
ن المقدر أن الدعم الممنوح يتسبب في مئات الآلاف من الوفيات سنويًا بسبب التلوث الجوي.

### الآثار الاقتصادية
دعم الوقود الأحفوري هو سعر كربوني سلبي ويستخدم الأموال الحكومية التي يمكن إنفاقها على أشياء أخرى. يقول صندوق النقد الدولي إنه من خلال تشجيع الاستخدام المفرط للطاقة، يمكن أن يجعل البلدان أكثر عرضة للتغير في أسعار الطاقة الدولية. لكن بعض الحكومات تقول إن الإعانات ضرورية لحماية المواطنين من مثل هذا الاختلاف. ووفقًا لوكالة الطاقة الدولية، فإن الإلغاء التدريجي لدعم الوقود الأحفوري سيعود بالفائدة على أسواق الطاقة والتخفيف من آثار تغير المناخ والميزانيات الحكومية.

### تأثيرات بيئيه
تؤثر الإعانات على البيئة، وإزالتها يوفر ميزانية الكربون ويساعد في الحد من تغير المناخ.

## التخفيض التدريجي
يوصي العديد من الاقتصاديين بتعويض دعم الاستهلاك بالمدفوعات المباشرة المستهدفة للأشخاص الفقراء أو الأسر.

## تاريخ
طُبقت الإعفاءات الضريبية [الإنجليزية] للتنقيب عن النفط والغاز منذ أوائل القرن العشرين على الأقل.

## الدعم بالوقود

### الفحم
قُدّر دعم الفحم في عام 2020 بمبلغ 1.7 مقُدّر ولار.

### الزيت
قُدّر دعم النفط في عام 2020 بمبلغ 90 مليار دولار..

### الغاز
قُدّر دعم الغاز في عام 2020 بمبلغ 37 مليار دولار.

## الإعانات حسب الدولة
تقدر وكالة الطاقة الدولية أن الحكومات دعمت استهلاك الوقود الأحفوري بمقدار 1 تريليون دولار أمريكي في عام 2022. وفي اجتماعهم في سبتمبر / أيلول 2009، التزمت دول مجموعة العشرين بـ "ترشيد دعم الوقود الأحفوري غير الفعال على المدى المتوسط والذي يشجع على الإسراف في الاستهلاك والتخلص التدريجي منه".
شهد العقد الأول من القرن الحادي والعشرين خفض العديد من الدول الأخرى لدعم الطاقة، على سبيل المثال في يوليو 2014، ألغت غانا جميع دعم الديزل والبنزين، بينما رفعت مصر في نفس الشهر أسعار الديزل بنسبة 63٪ كجزء من مجموعة من الإصلاحات التي تهدف إلى إزالة الدعم في غضون 5 سنوات.
في سبتمبر 2021، أصدر صندوق النقد الدولي ورقة عمل بتقديرات للدعم الناجم عن الفجوة بين السعر الفعال للوقود الأحفوري وأسعار المستخدمين. "يعتبر انخفاض أسعار تكاليف تلوث الهواء المحلي أكبر مساهم في دعم الوقود الأحفوري العالمي، حيث يمثل 42٪، تليها تكاليف الاحتباس الحراري (29٪)، والعوامل الخارجية المحلية الأخرى مثل الازدحام وحوادث الطرق (15٪)، والإعانات الصريحة (8).٪) وعائدات ضرائب الاستهلاك الضائعة (6٪)". وعلى الصعيد العالمي، بلغ دعم الوقود الأحفوري 5.9 تريليون دولار أمريكي أي ما يعادل 6.8٪ من الناتج المحلي الإجمالي في عام 2020 ومن المتوقع أن يرتفع إلى 7.4٪ في عام 2025.
يوضح الجدول أدناه مقتطفات من دراسة 2021 لصندوق النقد الدولي لـ 20 دولة ذات أكبر دعم. كما يُظهر العنصر الأكبر في الدعم الصريح، وتكاليف الكهرباء، والإعانات الضمنية، والفحم. (الوحدات بمليارات الدولارات الأمريكية لعام 2021).
| 2020                     | الإعانات الصريحة | الإعانات الصريحة | الإعانات الضمنية | الإعانات الضمنية | المجموع  |
|                          | كهرباء           | المجموع          | فحم              | المجموع          | المجموع  |
| ------------------------ | ---------------- | ---------------- | ---------------- | ---------------- | -------- |
| الصين                    | 13.69            | 15.73            | 1,391.78         | 2,187.50         | 2,203.23 |
| الولايات المتحدة         | 0.00             | 16.06            | 121.45           | 646.00           | 662.05   |
| روسيا                    | 25.14            | 77.36            | 195.26           | 445.26           | 522.62   |
| الهند                    | 8.71             | 16.18            | 162.72           | 230.89           | 247.07   |
| اليابان                  | 2.74             | 4.75             | 57.69            | 164.80           | 169.55   |
| المملكة العربية السعودية | 8.72             | 53.75            | 0.00             | 104.36           | 158.11   |
| إيران                    | 26.51            | 41.72            | 4.59             | 111.05           | 152.77   |
| إندونيسيا                | 5.49             | 11.96            | 32.85            | 115.13           | 127.09   |
| تركيا                    | 0.24             | 4.11             | 52.59            | 112.61           | 116.72   |
| مصر                      | 7.32             | 9.69             | 1.89             | 95.38            | 105.07   |
| ألمانيا                  | 0.00             | 3.43             | 25.50            | 68.32            | 71.75    |
| كوريا الجنوبية           | 0.00             | 0.58             | 28.93            | 68.39            | 68.98    |
| كندا                     | 2.43             | 10.34            | 3.04             | 53.69            | 64.03    |
| جنوب أفريقيا             | 5.62             | 5.72             | 30.41            | 44.84            | 50.56    |
| كازاخستان                | 4.57             | 9.93             | 19.11            | 37.05            | 46.98    |
| تايوان                   | 1.67             | 2.58             | 25.42            | 43.55            | 46.13    |
| أستراليا                 | 2.14             | 5.57             | 14.85            | 38.92            | 44.49    |
| أوكرانيا                 | 4.57             | 7.76             | 28.76            | 35.87            | 43.63    |
| ماليزيا                  | 0.90             | 3.52             | 5.52             | 39.50            | 43.02    |
| البرازيل                 | 0.00             | 5.80             | 4.60             | 37.17            | 42.97    |
| المجموع العالمي          | 189.53           | 454.79           | 2,362.26         | 5,402.57         | 5,857.36 |

### كندا
الحكومة الفيدرالية الكندية تقدم دعماً مالياً لاستكشاف وإنتاج الوقود الأحفوري، وتوفر شركة تطوير التصدير الكندية تمويلًا بانتظام لشركات النفط والغاز. ووجد تقرير صادر عن معهد التنمية الخارجية، وهو مركز أبحاث يقع في المملكة المتحدة، في عام 2018 أن كندا أنفقت نسبة أعلى من الناتج المحلي الإجمالي لدعم الإنتاج النفطي والغازي في عامي 2015 و2016 مقارنة بأي دولة أخرى في مجموعة السبع الكبرى.
في عام 2018، ردًا على انخفاض أسعار النفط الكندي، أعلنت الحكومة الفيدرالية عن دعم مالي بقيمة 1.6 مليار دولار لقطاع النفط والغاز، وذلك من خلال توفير مليار دولار في قروض لمصدري النفط والغاز من شركة تطوير التصدير الكندية، و500 مليون دولار في تمويل للشركات النفطية والغازية ذات المخاطر العالية من بنك تطوير الأعمال الكندي، و50 مليون دولار من خلال برنامج النمو النظيف التابع لوزارة الموارد الطبيعية الكندية، و100 مليون دولار من خلال صندوق الابتكار والتنمية الاقتصادية الاستراتيجية التابع لوزارة الابتكار والعلوم والتنمية الاقتصادية الكندية. وأكد وزير الموارد الطبيعية أمرجيت سوهي أن هذا التمويل "ليس دعمًا ماليًا للوقود الأحفوري"، وأضاف "إنها قروض تجارية، تتاح بشروط تجارية. لقد التزمنا بإلغاء الدعم الحكومي للوقود الأحفوري غير الفعال بحلول عام 2025، ونحن نلتزم بهذا الالتزام". وقد التزمت كندا بتخفيض دعم الوقود الأحفوري بحلول عام 2023.
تقدم حكومات المقاطعات الكندية أيضًا دعمًا لاستهلاك الوقود الأحفوري. على سبيل المثال، تقدم ساسكاتشوان إعفاءً من ضريبة الوقود للمزارعين، وإعفاءً من ضريبة المبيعات للغاز الطبيعي المستخدم للتدفئة.
تضمن تقرير صادر عن معهد التنمية الخارجية في عام 2018 انتقادات لممارسات كندا في التقرير والشفافية المتعلقة بدعمها للوقود الأحفوري. فكندا لا تنشر تقارير محددة حول الدعم المالي الذي تقدمه للوقود الأحفوري، وعندما حاول مكتب المدقق العام لكندا إجراء تدقيق للدعم الكندي للوقود الأحفوري في عام 2017، وجدوا أن العديد من البيانات التي يحتاجون إليها لم توفرها وزارة المالية الكندية. وتقوم شركة تطوير التصدير الكندية بالإبلاغ عن معاملاتها المتعلقة بمشاريع الوقود الأحفوري، ولكنها لا توفر بيانات حول المبالغ الدقيقة أو مرحلة تطوير المشروع.

### الصين
تنص سياسة الطاقة في الصين على أن أمن الطاقة يتطلب دعم إنتاج واستهلاك الوقود الأحفوري بما في ذلك الفحم والنفط والغاز الطبيعي.

### الهند
في السنة المالية 2021، قُدر دعم الوقود الأحفوري بـ 9 أضعاف دعم الطاقة المتجددة: مع 55,250 كرور روبية هندية للنفط والغاز و12,976 كرور روبية للفحم.

### إيران
على عكس أهداف خطة إصلاح الدعم في عهد الرئيس روحاني، زاد حجم الدعم الإيراني [الإنجليزية] الممنوح لمواطنيها على الوقود الأحفوري بنسبة 42٪ في عام 2019 إلى أكثر من 15٪ من الناتج المحلي الإجمالي لإيران و16٪ من إجمالي دعم الطاقة العالمي. هذا جعل إيران أكبر داعم لأسعار الطاقة في العالم.
الوضع الحالي يؤدي إلى أنماط استهلاكية مسرفة جدًا، وعجز كبير في الميزانية، وتشوهات في الأسعار فياقتصادها بالكامل، وتلوث، وتهريب مربح للغاية (بسبب فروقات الأسعار) مع الدول المجاورة كل عام، من قبل عناصر مارقة داخل الحكومة الإيرانية تدعم الوضع الراهن.

### ليبيا
وفقًا لتقرير صادر عن الوكالة الدولية للطاقة، كانت ليبيا لديها أعلى دعم للوقود الأحفوري كنسبة من الناتج المحلي الإجمالي في عام 2019، حيث بلغت 17.5٪.

### روسيا
تمتلك روسيا أكبر احتياطي للغاز الطبيعي في العالم (27٪ من الإجمالي)، وثاني أكبر احتياطيات من الفحم، وثامن أكبر احتياطيات نفط. وتعد روسيا ثالث أكبر دولة داعمة للطاقة في العالم اعتبارًا من عام 2015. تدعم الدولة الكهرباء والغاز الطبيعي وكذلك استخراج النفط. ويذهب ما يقرب من 60٪ من الدعم إلى الغاز الطبيعي، بينما يُنفق الباقي على الكهرباء (بما في ذلك السعر المنخفض للغاز الذي يوصل إلى محطات الطاقة). بالنسبة لاستخراج النفط، تمنح الحكومة إعفاءات ضريبية وتخفيضات في الرسوم تصل إلى حوالي 22 مليار دولار سنويًا. تنطبق بعض الإعفاءات الضريبية والتخفيضات الجمركية أيضًا على استخراج الغاز الطبيعي على الرغم من أن الغالبية مخصصة للنفط. والإعانات الكبيرة التي تقدمها روسيا مكلفة ويوصى بها لمساعدة الاقتصاد على أن تخفض روسيا إعاناتها المحلية. ومع ذلك، فإن الإلغاء المحتمل لدعم الطاقة في روسيا ينطوي على مخاطر الاضطرابات الاجتماعية التي تجعل السلطات الروسية مترددة.

### المملكة العربية السعودية
معظم الدعم الممنوح للطاقة في المملكة العربية السعودية ضمني الطبيعة. يرجع ذلك إلى حقيقة أن أسعار النفط المحلية عادة ما تكون أقل من الأسعار العالمية ولكنها تتجاوز تكاليف الإنتاج المحلية، مما يؤدي إلى الحصول على إيرادات أقل للحكومة ولكنها لا تتكبد تكاليف دعم مباشرة. على الرغم من التقديرات السابقة، فإن بحثًا حديثًا يشير إلى أن الدعم التكميلي للكهرباء في السعودية قد ألغي نتيجة لإصلاح أسعار الطاقة المحلية في عام 2018. 

### تركيا
في القرن الحادي والعشرين، بلغ دعم الوقود الأحفوري في تركيا حوالي 0.2٪ من الناتج المحلي الإجمالي، بما في ذلك ما لا يقل عن 14 مليار دولار أمريكي (169 دولارًا للفرد) بين يناير 2020 وسبتمبر 2021. وإذا حسبت الأضرار غير المدفوعة (مثل الأضرار الصحية الناجمة عن التلوث الجوي)، تقدر دعم الوقود للنقل بأكثر من 400 دولار للفرد سنويًا، وبالنسبة لجميع الوقود الأحفوري بأكثر من ألف دولار. لم يعلن عن البيانات المتعلقة بتمويل الوقود الأحفوري من قبل البنوك الحكومية ووكالات الائتمان للتصدير. ويدعم وزير الطاقة فاتح دونماز الفحم، ومعظم دعم الطاقة يوجه للفحم، والذي نددت به بقوة منظمة التعاون والتنمية الاقتصادية. بلغت مدفوعات آلية القدرة لمحطات توليد الكهرباء التي تعمل بالفحم في تركيا عام 2019 مبلغ 720 مليون ليرة (130 مليون دولار أمريكي)، مقابل 542 مليون ليرة (96 مليون دولار أمريكي) لمحطات توليد الكهرباء التي تعمل بالغاز في تركيا. اعتبارًا من عام 2020، كانت الضريبة للوحدة الطاقية على البنزين أعلى من الديزل، على الرغم من أن سيارات الديزل تنبعث منها بشكل عام كميات أكبر من أكسيد النيتروجين الضار بالرئة. وقد اقترح تعادل الضرائب الحضرية بين الديزل والبنزين، حيث تعد سيارات الهجين الكهربائية الخفيفة التي تعمل بالبنزين أكثر كفاءة في استهلاك الوقود في المدن من الديزل.

### فنزويلا
تم تقدير الدعم الممنوح للطاقة في فنزويلا عام 2020 بنسبة 7٪ من الناتج المحلي الإجمالي، وكان سعر البنزين المدعوم والمحدود في عام 2021 حوالي 25 سنتًا أمريكيًا للتر، بينما كان السعر غير المدعوم حوالي 50 سنتًا أمريكيًا للتر.